# Aeroportul Gorkha
Aeroportul Gorkha (IATA: GKH, ICAO: VNGK) este un aeroport din Western Development Region⁠(d), Nepal.
Situat la o altitudine de 457 m, aeroportul dispune de o singură pistă.